# Équipe d'Égypte des moins de 17 ans de football
Maillots
L'équipe d'Égypte des moins de 17 ans est une sélection de joueurs de moins de 17 ans au début des deux années de compétition placée sous la responsabilité de la Fédération d'Égypte de football. 
L'équipe remporte une fois la Coupe d'Afrique des nations des moins de 17 ans et se classe une fois quart-de-finaliste en Coupe du monde de football des moins de 17 ans.

## Parcours en Coupe d'Afrique des nations des moins de 17 ans
- 1995 : Non qualifiée
- 1997 :  Vainqueur
- 1999 : Non qualifiée
- 2001 : Forfait
- 2003 : 4e
- 2005 : Forfait
- 2007 : Non qualifiée
- 2009 : Non inscrite
- 2011 : 1er tour
- 2013 : Forfait
- 2015 : Non qualifiée
- 2017 : Non qualifiée
- 2019 : Non qualifiée
- 2023 : Non qualifiée

## Parcours en Coupe du monde des moins de 17 ans
- 1985 : Non qualifiée
- 1987 : 1er tour
- 1989 : Non qualifiée
- 1991 : Non qualifiée
- 1993 : Non qualifiée
- 1995 : Non qualifiée
- 1997 : Quarts-de-finale
- 1999 : Non qualifiée
- 2001 : Non qualifiée
- 2003 : Non qualifiée
- 2005 : Non qualifiée
- 2007 : Non qualifiée
- 2009 : Non qualifiée
- 2011 : Non qualifiée
- 2013 : Non qualifiée
- 2015 : Non qualifiée
- 2017 : Non qualifiée
- 2019 : Non qualifiée
- 2023 : Non qualifiée

## Palmarès
- Coupe d'Afrique des nations des moins de 17 ans
  - Vainqueur en 1997

## Joueurs connus
- Tamer Abdel Hamid
- Ahmed Belal
- Mohamed Fadl